# (4066) Haapavesi
(4066) Haapavesi – planetoida z pasa głównego asteroid okrążająca Słońce w ciągu 3 lat i 132 dni w średniej odległości 2,24 j.a. Została odkryta 7 września 1940 roku w Obserwatorium Iso-Heikkilä w Turku przez Heikki Alikoskiego. Nazwa planetoidy pochodzi od fińskiego miasta Haapavesi, miejsca urodzin ojca odkrywcy. Przed nadaniem nazwy planetoida nosiła oznaczenie tymczasowe (4066) 1940 RG.